# Sympycnus monticola
Sympycnus monticola är en tvåvingeart som beskrevs av Van Duzee 1932. Sympycnus monticola ingår i släktet Sympycnus och familjen styltflugor.
Artens utbredningsområde är Colorado. Inga underarter finns listade i Catalogue of Life.